# ادبیات مجاری

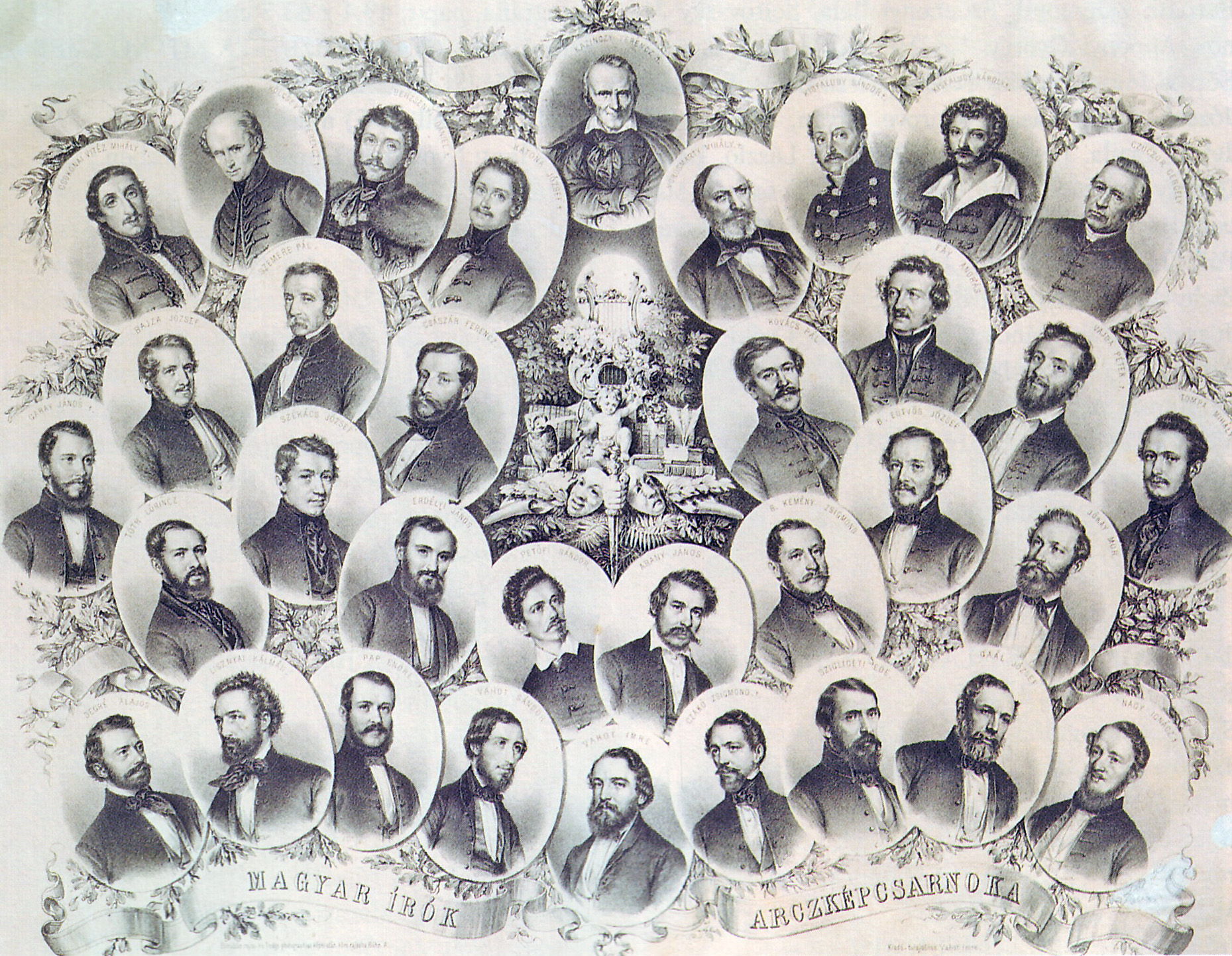
بزرگ‌ترین نویسندگان و شاعران ادبیات مجاری در قرن نوزدهم

ادبیات مجاری به مجموعه کارهای نوشته‌شده که در وهله اول در زبان مجاری خلق شده‌اند، اشاره دارد و نیز ممکن است شامل کارهایی باشد که در زبان‌های دیگر (بیشتر لاتین) نوشته شده‌اند که یا توسط مجارها خلق شده یا اینکه به فرهنگ مجارستان به‌شکل نزدیکی مرتبط هستند. با اینکه در جهان انگلیسی‌زبان برای قرن‌ها ادبیات مجاری کمتر شناخته‌شده بود، ادبیات مجارستان در قرن‌های نوزدهم و بیستم به‌واسطه موج جدیدی از نویسندگانی دست‌یافتنی در سطح بین‌المللی مانند مور یوکائی، شاندور مارائی، ایمره کرتس و ماگدا سابو شهرت کسب کرد.
قدیمی‌ترین متن کامل و پیوسته در مجاری خطبه و نماز میت (به مجاری: Halotti beszéd és könyörgés) است که سخنرانی کوتاهی در مراسم تشییع جنازه می‌باشد که حدوداً مابین سال‌های ۱۱۹۲–۱۱۹۵ نوشته شده است. قدیمی‌ترین شعر سوگواری‌های مریم (به مجاری: Ómagyar Mária-siralom) است که ترجمه‌ای آزاد از یک شعر لاتین می‌باشد.